# آتشفشان ماینو
آتشفشان ماینو (به اسپانیایی: Volcán Miño) یک کوه، آتشفشان و پهنه آبی در شیلی است که در ال لوآ واقع شده‌است. آتشفشان ماینو ۵٬۶۶۱ متر بالاتر از سطح دریا واقع شده‌است.